# Морлупо
Морлу̀по (на италиански: Morlupo, на местен диалект Morlopu, Морлопу) е градче и община в Централна Италия, провинция Рим, регион Лацио. Разположено е на 207 m надморска височина. Населението на общината е 8214 души (към 2010 г.).